# Otto Roehm
Otto Frederick Roehm (ur. 2 sierpnia 1882 w Hamilton, zm. 29 kwietnia 1958 w Buffalo) – amerykański zapaśnik walczący w stylu wolnym. Złoty medalista olimpijski z St. Louis 1904 w wadze lekkiej i czwarty w wadze półśredniej.
Mistrz Amateur Athletic Union w 1904 roku.

## Letnie Igrzyska Olimpijskie 1904
| Konkurencja         | Rundy eliminacyjne  | Rundy eliminacyjne   | Rundy eliminacyjne    | Rundy eliminacyjne     | Klas. końcowa |
| Konkurencja         | I runda             | Ćwierćfinał          | Półfinał              | O 3 miejsce            | Miejsce       |
| ------------------- | ------------------- | -------------------- | --------------------- | ---------------------- | ------------- |
| 65,27 kg styl wolny | Fred Koenig (USA) Z | Fred Hussman (USA) Z | Albert Zirkel (USA) Z | Rudolph Tesiny (USA) Z | 1.            |

| Konkurencja         | Rundy eliminacyjne   | Rundy eliminacyjne      | Klas. końcowa |
| Konkurencja         | Ćwierćfinał          | Półfinał                | Miejsce       |
| ------------------- | -------------------- | ----------------------- | ------------- |
| 71,67 kg styl wolny | Hugo Toeppen (USA) Z | William Beckman (USA) P | 4.            |